# Tân Lập, thành phố Thái Nguyên
Tân Lập là một phường thuộc thành phố Thái Nguyên, tỉnh Thái Nguyên, Việt Nam.

## Địa lý
Phường Tân Lập nằm ở khu vực trung tâm địa lý của thành phố Thái Nguyên và cách trung tâm thành phố khoảng 6 km về phía nam, có vị trí địa lý:
- Phía đông giáp phường Gia Sàng và phường Phú Xá
- Phía tây giáp phường Tân Thịnh và phường Thịnh Đán
- Phía nam giáp phường Tích Lương và xã Thịnh Đức
- Phía bắc giáp phường Đồng Quang.

Phường Tân Lập có diện tích 2,81 km², dân số năm 1999 là 6.617 người, mật độ dân số đạt 2.355 người/km².

## Lịch sử
Địa bàn phường Tân Lập hiện nay trước đây vốn là một phần xã Thịnh Đán thuộc huyện Đồng Hỷ.
Ngày 2 tháng 4 năm 1985, Hội đồng Bộ trưởng ban hành quyết định số 102-HĐBT sáp nhập xã Thịnh Đán vào thành phố Thái Nguyên.
Ngày 8 tháng 4 năm 1985, Hội đồng Bộ trưởng ra Quyết định số 109-HĐBT thành lập phường Tân Thịnh trên cơ sở một phần diện tích và dân số của xã Thịnh Đán.
Ngày 13 tháng 2 năm 1987, Hội đồng ban hành Quyết định số 25-HĐBT thành lập phường Tân Lập trên cơ sở một phần diện tích và dân số của phường Tân Thịnh.
Đến năm 2019, phường Tân Lập được chia thành 17 tổ dân phố: 1A, 1B, 2, 3, 4, 5, 6, 7, 8A, 8B, 9, 10A, 10B, 11A, 11B, 12, 13.
Ngày 11 tháng 12 năm 2019, sáp nhập hai tổ dân phố 1A và 1B thành tổ dân phố 1, sáp nhập tổ dân phố 5 vào tổ dân phố 4, đổi tên tổ dân phố 6 thanbf tổ dân phố 5, đổi tên tổ dân phố 7 thành tổ dân phố 6, sáp nhập hai tổ dân phố 8A và 8B thành tổ dân phố 7, đổi tên tổ dân phố 9 thành tổ dân phố 8, đổi tên tổ dân phố 11A thành tổ dân phố 10, đổi tên tổ dân phố 11B thành tổ dân phố 11.

## Hành chính
Phường Tân Lập được chia thành 13 tổ dân phố: 1, 2, 3, 4, 5, 6, 7, 8, 9, 10, 11, 12, 13.

## Kinh tế - xã hội
Trên địa bàn phường Tân Lập có Cụm Công nghiệp số I và số II của thành phố Thái Nguyên. Trường Trung hoc phổ thông Dân tộc Nội trú Thái Nguyên, công ty Kim loại màu Thái Nguyên cũng nằm trên địa bàn phường. Trường Tiểu học và Trung học cơ sở của phường nằm cạnh nhau ven quốc lộ 3, chợ của phường cũng nằm ven quốc lộ.